# Kagemni I
Kagemni I fue un oficial del Antiguo Egipto, chaty (visir) tanto del faraón Huny como del faraón Seneferu, que vivió desde el final de la III dinastía hasta el comienzo de la IV dinastía.

## Historia
Kagemni pudo estar vinculado y haber escrito un conjunto de instrucciones, conocidas como Instrucciones de Kagemni, para sus hijos. Las instrucciones o enseñanzas morales, son textos sapienciales cuya principal fuente se encuentra en el Papiro Prisse, que también contiene las Enseñanzas de Ptahhotep, pero que se remonta, sin embargo, al Reino Medio. Dado que el texto está mutilado, no está claro si el Kagemni citado era él, ya que se informa del cargo de chaty y los dos reyes a los que sirvió, o de si fuese su autor o bien, el destinatario.
Al final del texto sobre Kagemni, se menciona que después de aprender todo lo que pudo sobre la naturaleza de los hombres, escribió lo que había aprendido para transmitirlo a sus hijos. El texto luego procede a mencionar que había muerto el rey del Alto y Bajo Egipto Huny, siendo sucedido por Seneferu. Kagemni fue nombrado supervisor de la ciudad de las pirámides y visir por Seneferu.
Kagemni, tanto por la autoría discutida de las Instrucciones como por el nombre y su posición de visir, puede llegar a confundirse con el visir Kagemni del faraón Teti (VI dinastía).